# Station Basingstoke
Basingstoke is een spoorwegstation in Basingstoke, Engeland. Het station is eigendom van Network Rail en wordt beheerd door  South Western Railway. Het station is geopend in 1839.
Na station Basingstoke splitst de West of England Main Line (vor Salisbury en Exeter) zich af van de South Western Main Line. 
Het station heeft vijf perronsporen:
- Perronspoor 1: (Zijperron) Lokaaltreinen in de richting London Waterloo en CrossCountry treinen in de richting Bournemouth.
- Perronspoor 2: (Eilandperron) Treinen in de richting Southampton, Portsmouth, Weymouth en Salisbury.
- Perronspoor 3: (Eilandperron) Treinen in de richting London Waterloo.
- Perronspoor 4: (Zijperron) CrossCountry treinen in de richting Birmingham en Reading en andere treinen in de richting London Waterloo.
- Perronspoor 5: (Zakspoor) Lokale Great Western Railway-treinen in de richting Reading.